# Energiederivat
Energiederivate sind in der Energiewirtschaft Derivate, bei denen als Basiswerte Energieprodukte zugrunde liegen.

## Allgemeines
Zu den Energieprodukten gehören Erdöl, Erdgas, Kohle, Strom und Trinkwasser, die als Basiswert einem Energiederivat zugrunde liegen dürfen. Da diese Energieprodukte zu den Commodities gehören, können sie wie diese an einer Börse gehandelt werden. Zu diesem Zweck werden sie in Form von standardisierten Kassa- oder Warentermingeschäften an Energiebörsen (wie etwa Strombörsen), einer Unterart der Warenbörsen, gehandelt.
Stark schwankende Energiepreise, die oft auf Energiekrisen wie die Ölkrise zurückzuführen waren, sowie temporär fehlende Energiesicherheit sind die Ursachen für das Bedürfnis der Marktteilnehmer auf dem Energiemarkt, Sicherungsgeschäfte wie Energiederivate abzuschließen.

## Rechtsfragen
Derivate sind bankrechtlich nach § 1 Abs. 11 Nr. 8 KWG Finanzinstrumente, die einen Kauf, Tausch oder anderweitig ausgestaltete Festgeschäfte oder Optionsgeschäfte darstellen, die zeitlich verzögert zu erfüllen sind und deren Wert sich unmittelbar oder mittelbar vom Preis oder Maß eines Basiswertes ableitet (§ 1 Abs. 11 Satz 6 KWG). Als Basiswert kommen auch Energieprodukte in Frage. Energie stellt mithin ein Handelsobjekt dar, das mit Geschäftsarten gehandelt wird, die im Bankwesen üblich sind. Das hat Folgen für die Erfüllung, das Erfüllungsrisiko, die Abwicklung und die Bilanzierung dieser Geschäfte. 
Die MiFID I bezog im Januar 2007 auch Warenderivate in den Kreis der von der Bankenaufsicht zu überwachenden Geschäfte ein, so dass seitdem auch Energiederivate von der Überwachung erfasst werden.

## Geschäftsarten
Als hauptsächliche Geschäftsarten kommen vor:
- Forwards: Bilateral ausgehandelte Vereinbarungen über zukünftige Energielieferungen;
- Futures: Über Börsen gehandelte Forwards, eine rein finanzielle Erfüllung ist möglich (also keine Energielieferung beabsichtigt);
- Optionen: Die Option ermöglicht dem Käufer das Wahlrecht auf eine zukünftige Energielieferung.

Weitere Produkte sind Floors, Caps und Collars, wobei diese oft aus mehreren einfachen Produkten zusammengesetzt werden. Marktteilnehmer sind Energieversorgungsunternehmen, andere Unternehmen, Verbraucher und Börsen.

## Bilanzierung
Die Bilanzierung von Energiederivaten hängt davon ab, welcher Rechnungslegungsstandard zugrunde gelegt wird. Nach dem Handelsgesetzbuch (HGB) sind Derivate als schwebendes Geschäft allgemein nicht zu bilanzieren. Diese weisen als gegenseitige Verträge im Zeitpunkt des Geschäftsabschlusses einen Marktwert von Null auf und sind ein bilanziell ausgeglichenes schwebendes Geschäft. Bei Energiederivaten werden – mit Ausnahme von Futures und Optionen – bei Vertragsabschluss keine Zahlungsvorgänge ausgelöst. Während der Laufzeit der Energiederivate entstehen aktive oder passive Marktwerte (auch als positiver oder negativer Wiederbeschaffungswert bezeichnet). Ein aktiver Wert entspricht hierbei dem Betrag, der dem bilanzierenden Unternehmen beim Ausfall der Gegenpartei maximal verloren gehen würde. Demgegenüber entspricht ein passiver Wert dem Betrag, welchen die Gegenpartei bei Nichterfüllung des Geschäfts durch das bilanzierende Unternehmen maximal verlieren würde. Entstehen während der Laufzeit negative Marktwerte, sind diese am Bilanzstichtag durch Drohverlustrückstellungen abzusichern (§ 248 Abs. 1 Satz 1 HGB). Positive, aber am Bilanzstichtag nicht realisierte Marktwerte dürfen nach dem Imparitätsprinzip nicht berücksichtigt werden (§ 252 Abs. 1 Nr. 4 HGB). Die Realisierung eines Gewinns ist bei gegenseitigen Verträgen für den Jahresabschluss bereits erreicht, wenn der Anspruch auf die Gegenleistung entstanden ist, spätestens jedoch, wenn die geschuldete Leistung erbracht wurde. Im Anhang sind nach § 285 Nr. 19 und Nr. 20 HGB alle Finanzinstrumente anzugeben, was nach § 314 Abs. 1 Nr. 11 und Nr. 12 HGB auch für den Konzernabschluss gilt.
Nach IFRS sind sämtliche finanziellen Vermögenswerte und Verbindlichkeiten – zu denen auch derivative Finanzinstrumente gehören – zu bilanzieren (IAS 39). Voraussetzung ist auch hier ein (positiver oder negativer) Marktwert. Ihre Bewertung erfolgt am Bilanzstichtag zum Marktwert (Fair Value für Nichtbanken oder Value at Risk im Finanzwesen). Ein Derivat im Sinne von IAS 39.9 liegt vor, wenn es eines der drei folgenden Merkmale aufweist:
1. Sein Wert verändert sich infolge einer Änderung von Preisen (Bonitätsratings, Preis- oder Zinsindices, Rohstoffpreise, Wechselkurse, Zinssätze oder ähnlicher Variablen);
2. es erfordert keine Anschaffungsauszahlung oder eine, die im Vergleich zu anderen Vertragsformen, von denen zu erwarten ist, dass sie in ähnlicher Weise auf Änderungen der Marktbedingungen reagieren, geringer ist oder
3. es wird zu einem späteren Zeitpunkt beglichen.

Sofern es sich um nicht-finanzielle Basiswerte (wie bei Energiederivaten) handelt, liegt ein Derivat nur dann vor, wenn der Finanzkontrakt in Bargeld (oder Buchgeld), in anderen Finanzinstrumenten oder durch Tausch von Finanzinstrumenten erfüllt werden kann. 

## Wirtschaftliche Aspekte
Das Preisrisiko kann von den Marktteilnehmern durch Energiederivate abgesichert werden, das Mengenrisiko dagegen durch Wetterderivate.
Die zentrale ökonomische Funktion von Energiederivaten besteht darin, Marktpreisrisiken isoliert zu bewerten, zu bündeln und auf Dritte zu übertragen. Die hieraus resultierenden Finanzrisiken werden von Marktteilnehmern übernommen, die entweder Hedger (Sicherungsnehmer aus Sicherungsgeschäften) entgegengesetzter Positionen oder Spekulanten sind. Zwar kann ein Risikotransfer auch mit klassischen Finanzinstrumenten vorgenommen werden, doch ist bei Derivaten der Kauf, Tausch oder Verkauf der zugrunde liegenden Vermögenswerte meist nicht erforderlich, so dass Transaktionskosten erspart werden. Der sich hierdurch ergebende Leverage-Effekt kann sehr groß sein, die Marktliquidität kann günstiger sein als auf dem Kassamarkt.
Energiederivate erfordern wie Derivate ein adäquates Risikomanagement und Hedge Accounting, damit durch sie nicht zusätzliche Finanzrisiken entstehen oder diese zumindest die Risikotragfähigkeit der Vertragsparteien nicht beeinträchtigen. Das genau war der Fall bei der Insolvenz des Enron-Konzerns im Dezember 2001, die teilweise auch auf die fehlerhafte Bilanzierung von Energiederivaten zurückzuführen war. 